# Julio Wais Sanmartín
Julio Wais San Martín (La Corunya, 29 d'agost de 1878 - Madrid, 16 d'abril de 1954) va ser un advocat i polític espanyol. Va ser ministre de Gracia i Justícia durant el regnat d'Alfons XIII i ministre d'Economia Nacional i ministre d'Hisenda durant la dictadura del general Primo de Rivera.

## Trajectòria
Va estudiar Dret en Santiago de Compostel·la i va obtenir el doctorat en Madrid. Va començar a exercir l'advocacia a la seva ciutat natal per traslladar-se posteriorment a Madrid.
Membre del Partit Conservador va iniciar la seva carrera política com a diputat en el Congrés en ser escollit en les eleccions generals espanyoles de 1910 per la circumscripció de La Corunya. Inicialment va formar part de la facció política d'Augusto González-Besada y Mein. Posteriorment es passaria a la facció d'Eduardo Dato. En morir el diputat pel districte electoral de Pontedeume José Lombardero, fou elegit diputat per aquest districte en 1913 en unes eleccions parcials. Continuaria representant al districte a les Corts durant cinc legislatures fins a 1923.
En la seva tasca parlamentària es destacà per lluitar perquè rebaixessin els drets arancelaris de la dacsa, molt perjudicials per als agricultors gallecs. Altres gestions seves foren la concessió d'un carruatges de correus per a Ares i Mugardos, la construcció de l'escola de Boebre, la reparació de les esglésies de Centroña, Boebre i Ombre, la construcció per part de l'Estat del mur de contenció de l'albereda de Raxoi a Pontedeume i els treballs per a la transformació en pavelló escolar de l'edifici que ocupava l'hospital-asilo, també a Pontedeume. Per aquestes dues últimes gestions, el concello de Pontedeume li va dedicar un carrer, l'actual avinguda de la Corunya, en 1921.
Va ser Director General de Registres de Notaris (1917), Subsecretari del Ministeri de la Governació (1920), ministre de Gracia i Justícia entre el 7 de juliol i el 14 d'agost de 1921 en un govern presidit per Allendesalazar i, ja durant la Dictadura de Primo de Rivera, ministre d'Economia Nacional entre el 3 de febrer i el 20 d'agost de 1930 data en la qual passaria a exercir la cartera de ministre d'Hisenda fins al 18 de febrer de 1931, en tots dos casos en un govern que presidit per Dámaso Berenguer y Fusté.